# أيداهو سبرينغز (كولورادو)
أيداهو سبرينغز (بالإنجليزية: Idaho Springs, Colorado) هي مدينة تقع في مقاطعة كلير كريك بولاية كولورادو في الولايات المتحدة. تأسست عام 1859، تبلغ مساحتها 5.7 (كم²)، وترتفع عن سطح البحر 2294 م، بلغ عدد سكانها 1717 نسمة في عام 2010 حسب إحصاء مكتب تعداد الولايات المتحدة وتصل الكثافة السكانية فيها 305.8 نسمة/كم2.

## معرض صور

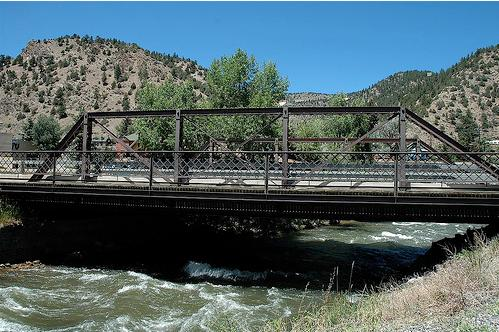
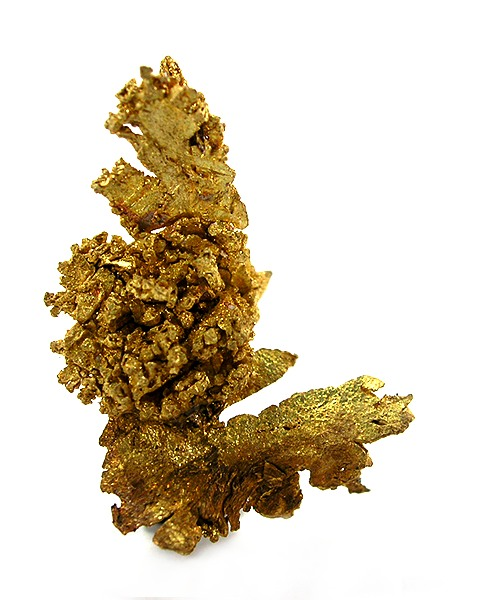
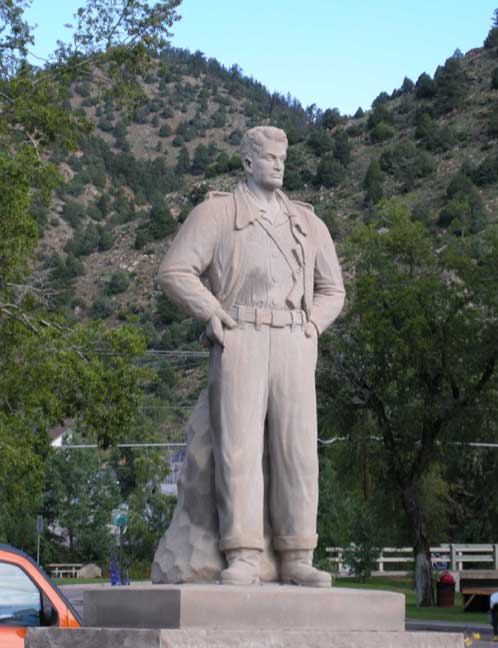

## أعلام
- غوس ألبيرتس
- جوزيف أوقست
- إليزه إيفز
- جيمس دبليو. بلامر